# Bråfors bergsmansby
Bråfors bergsmansby ligger i byn Bråfors i Norbergs kommun, Västmanlands län, cirka 5,5 kilometer nordväst om Fagersta. Bergsmansbyn är sedan år 2006 ett kulturreservat med en välbevarad bergsmansgård, som även ingår i Ekomuseum Bergslagen. 

## Historik

### Omgivningen

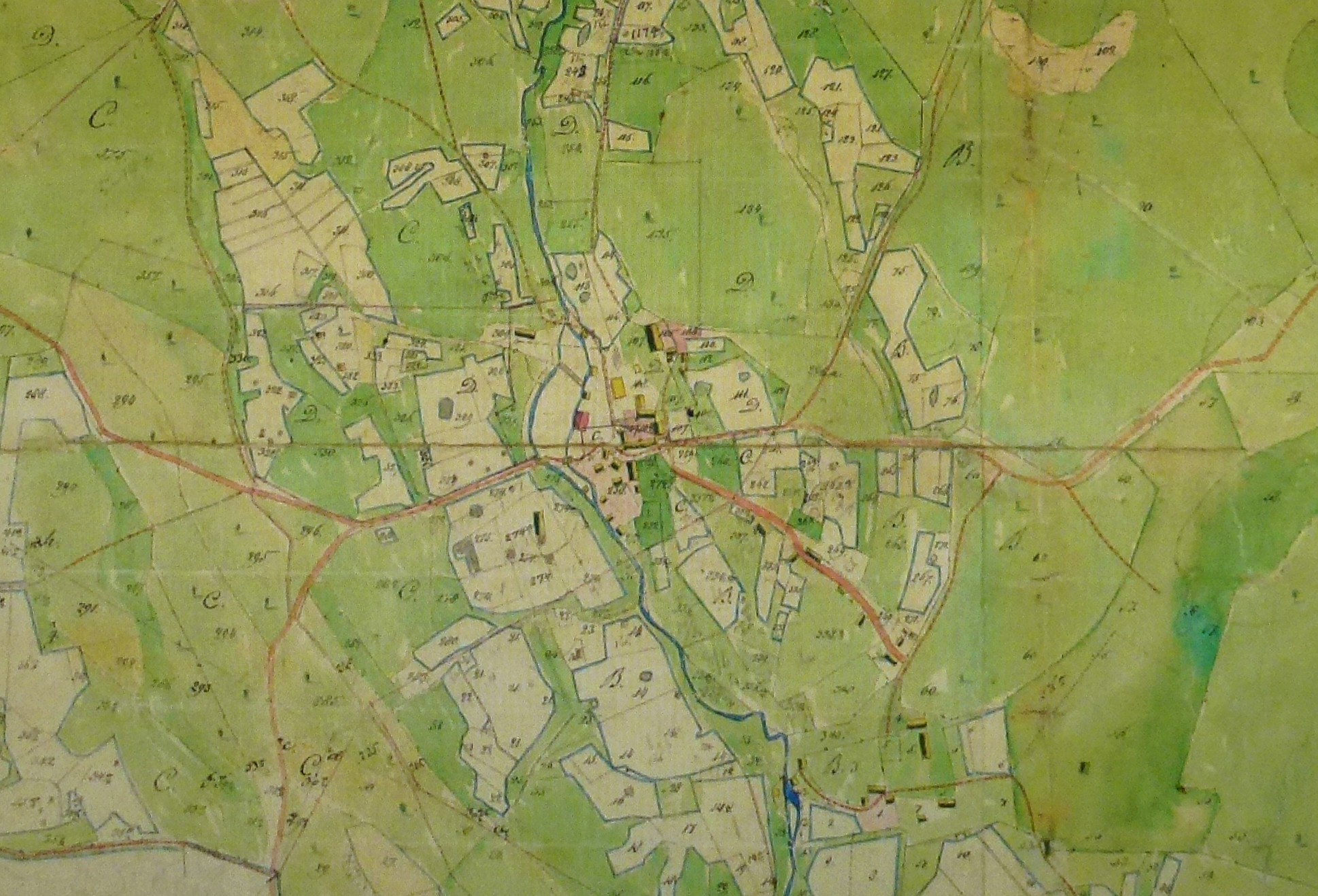
Bråfors med omgivning 1847.

Bråfors bergsmansby grupperar sig tillsammans med annan bebyggelse på båda sidor om Hyttbäcken som förbinder sjöarna Gatjärnen med Glimbohavet. Genom byn passerar en mindre landsväg. Redan år 1354 omnämns platsen som Brateforse. Här har funnits järnframställning sedan 1200-talet.
Bråfors hytta är belagd sedan 1539 och på 1600-talet fanns även en stångjärnssmedja. Hyttbäckens vattenkraft nyttjades att driva hyttans blåsbälg och smedjans hammare. År 1837 uppfördes en ny masugn och något senare ett kolhus och en trecylindrig blåsmaskin, men produktionen sjönk på 1870-talet och driften inställdes år 1902. År 1917 uppfördes en kraftstation på hyttans plats. Den sista hyttan blåstes ner 1902. Efter nedläggningen av hyttan inriktade sig gårdarna på skogs- och jordbruk.

### Brategården

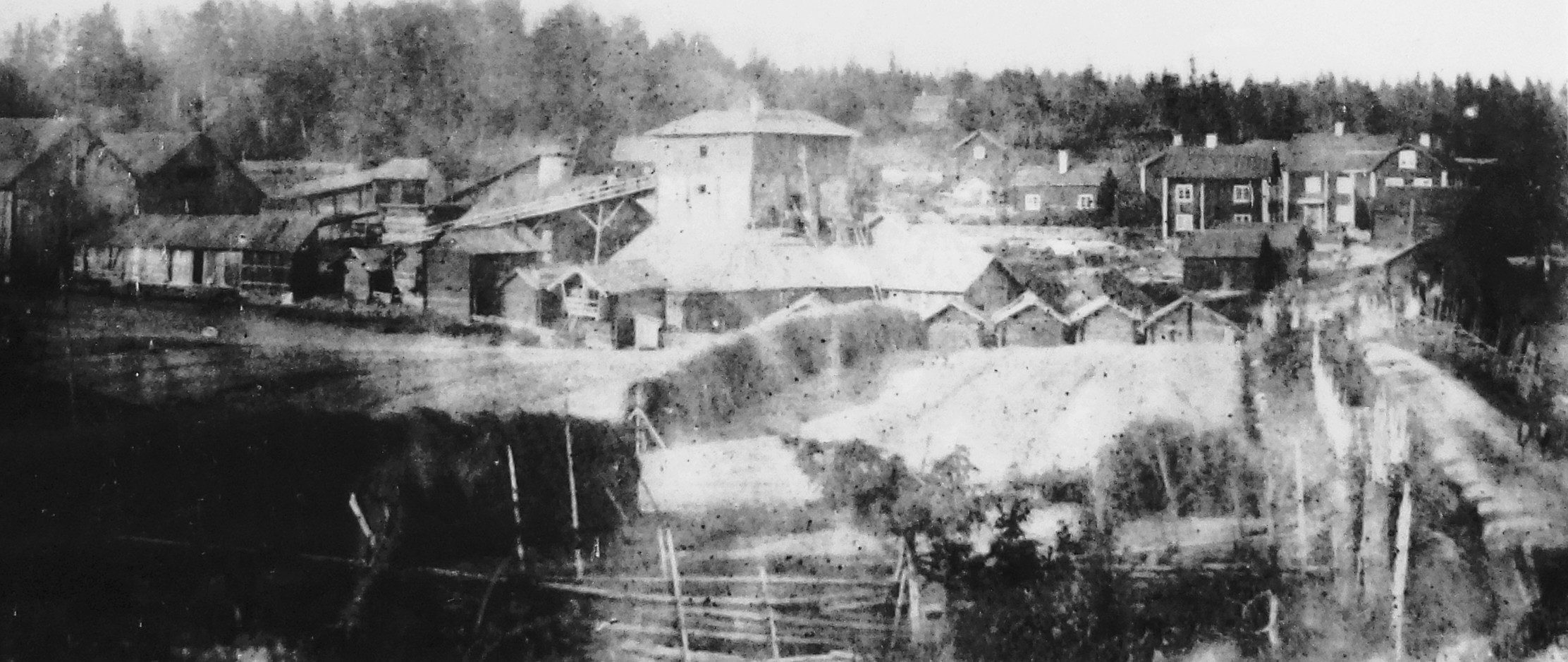
Bråfors bergsmansby 1872.

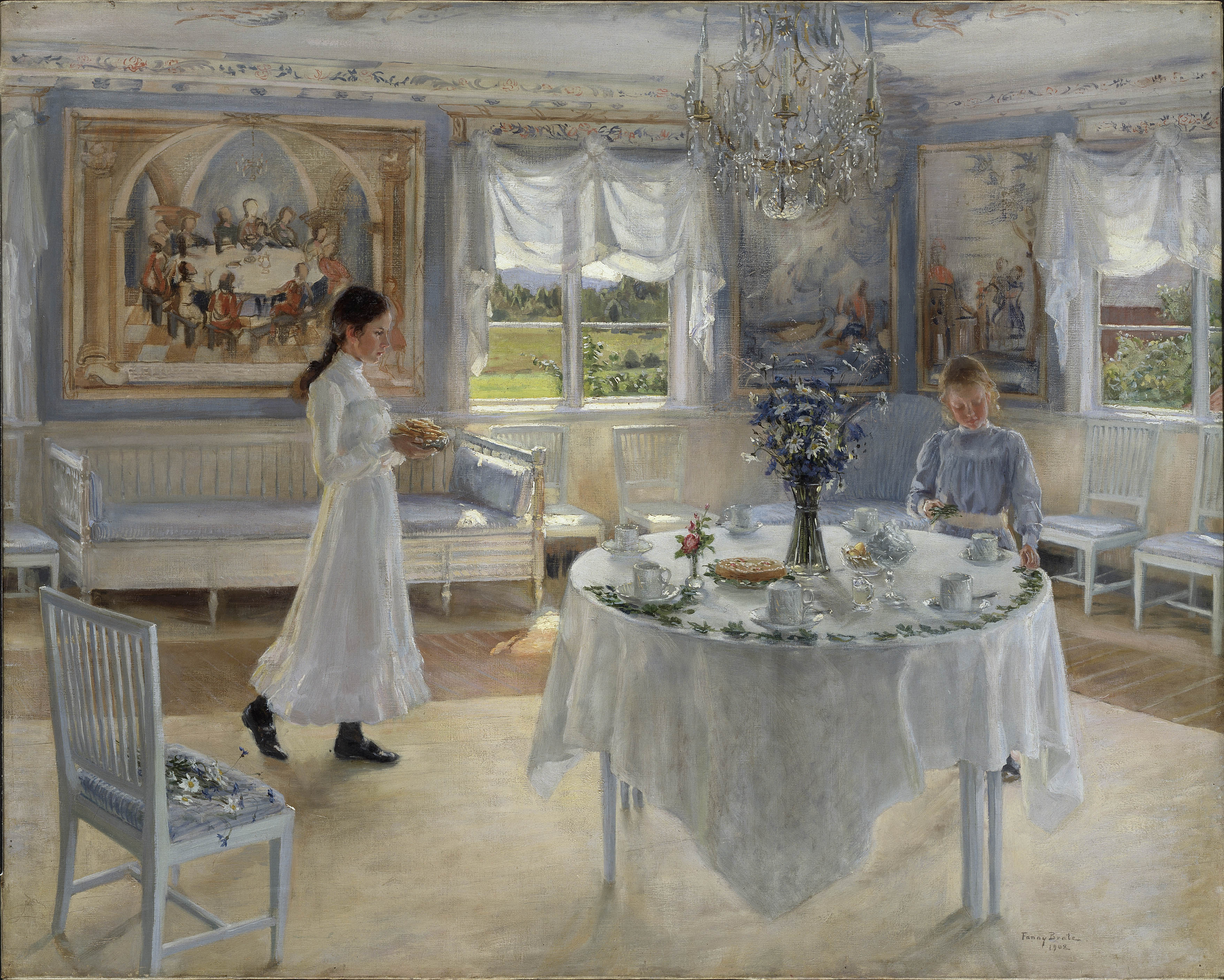
Fanny Brate: Namnsdagen i Brategården.

På 1530-talet bestod Bråfors av två bergsmansgårdar som kallades Lilla och Stora Bråfors. Stora Bråfors delades på 1500-talet och Lilla Bråfors delades under 1700-talet. Av gårdarna i Stora Bråfors flyttades en tre kilometer norrut i samband med laga skifte 1830-45 och de båda andra gårdarna slogs ihop i början av 1900-talet. Det är Stora Bråfors (kallad Brategården) på östra sidan om Hyttbäcken och norr om landsvägen som är idag kulturreservat. Den centrala gårdsbebyggelsen med mangårdsbyggnad och flyglar från sent 1700-tal samt bagar-/drängstuga ligger samlad kring ett gårdstun med gräsparterrer. Däromkring finns loftbod, ladugårdar, logar, magasin och uthus. Själva mangården är ett stort tvåvåningshus med brutet sadeltak och panelade, rödfärgade fasader. I huset finns välbevarade vägg- och takmålningar från 1700-talet visande bibliska motiv. 
Till Stora Bråfors hör tre bostadshus samt över 50 större och mindre byggnader. Bland dem märks en vitputsad ladugård uppförd av tegel från 1867, som ansågs som en mönsterbyggnad på sin tid. Till gården hör även betesmark, åker och skog, som var viktig både för hushållet och för bergsbrukets behov av virke och för kolning. De flesta åkrar och ängsmarker som var i bruk under 1600-talet används fortfarande. Gården ägs och brukas av samma släkt i sjätte generation. De nuvarande ägarna, Erik och Margareta Brate, bedriver ekologiskt lantbruk.
"Namnsdagen" är målning av Fanny Brate från 1902, som visar interiören från gästabudssalen i Brategården.

## Bilder

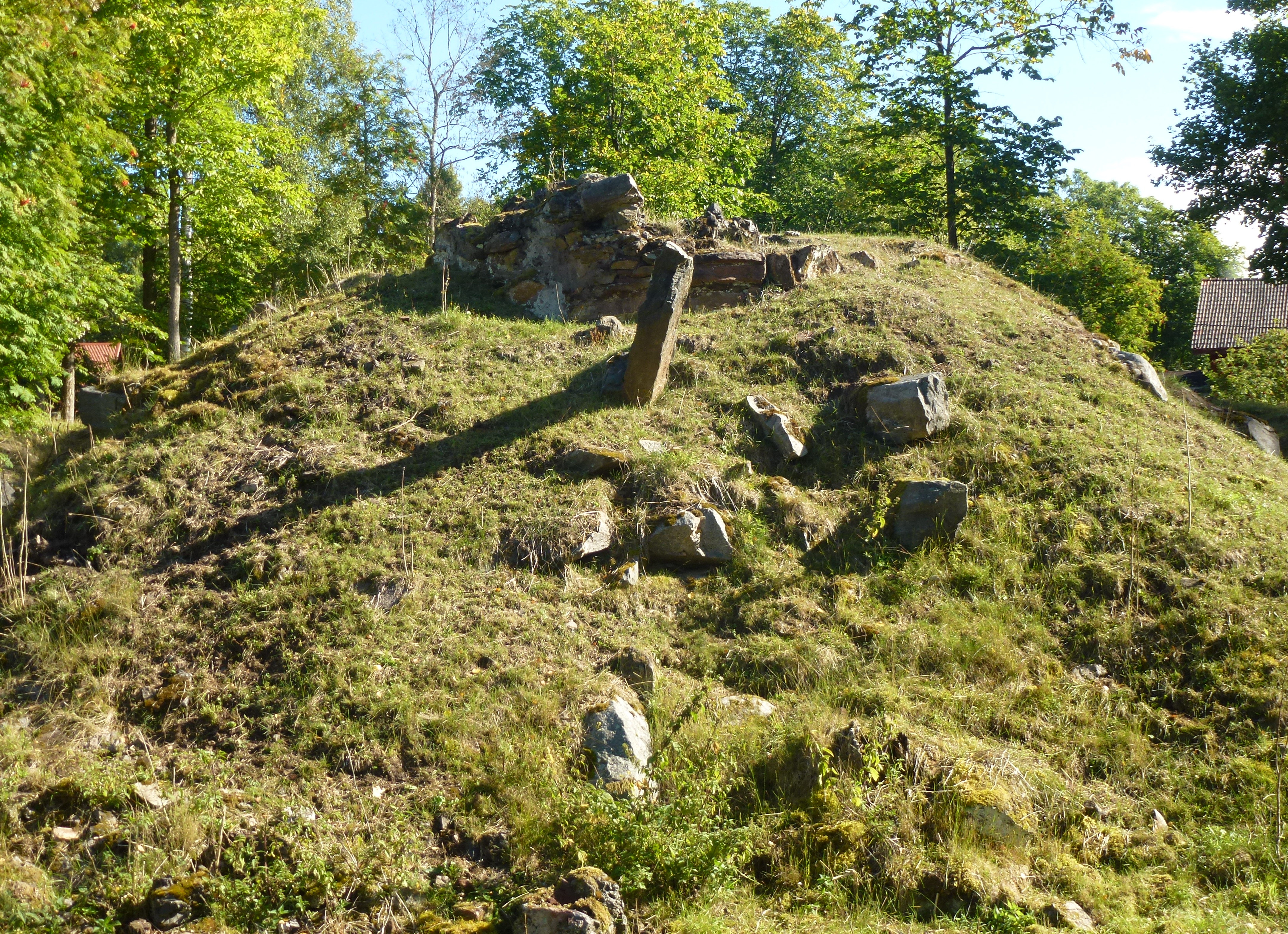
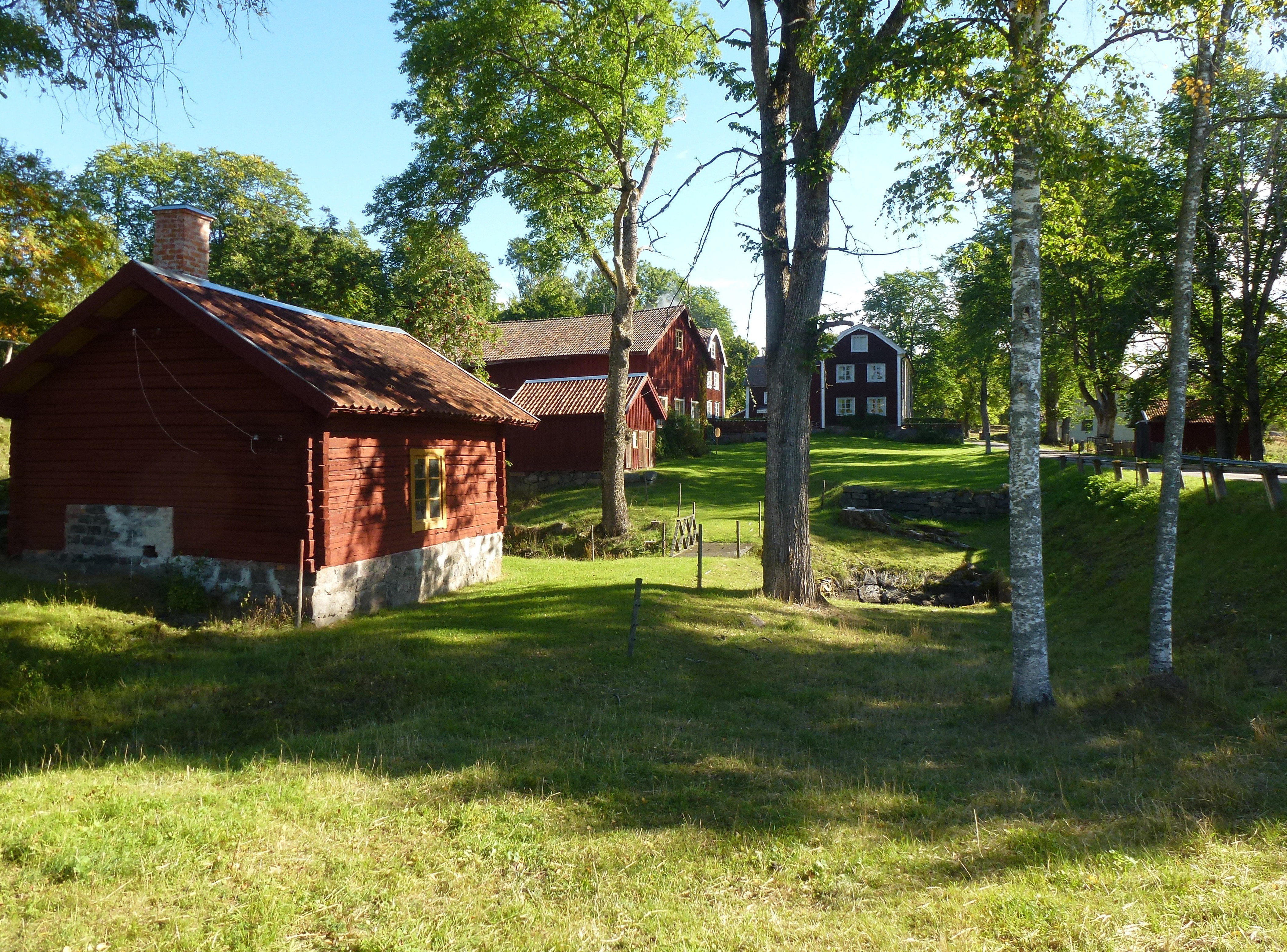
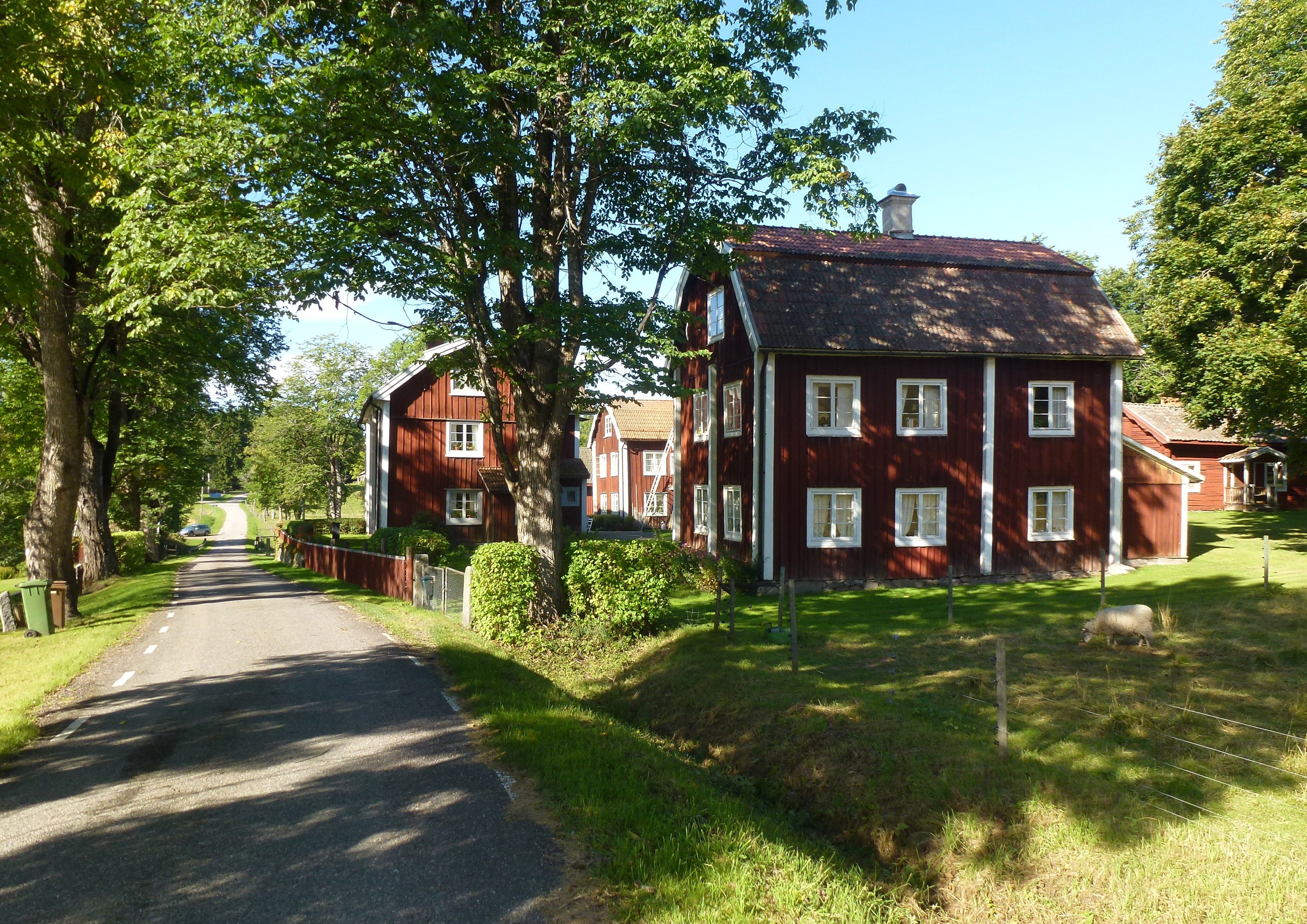
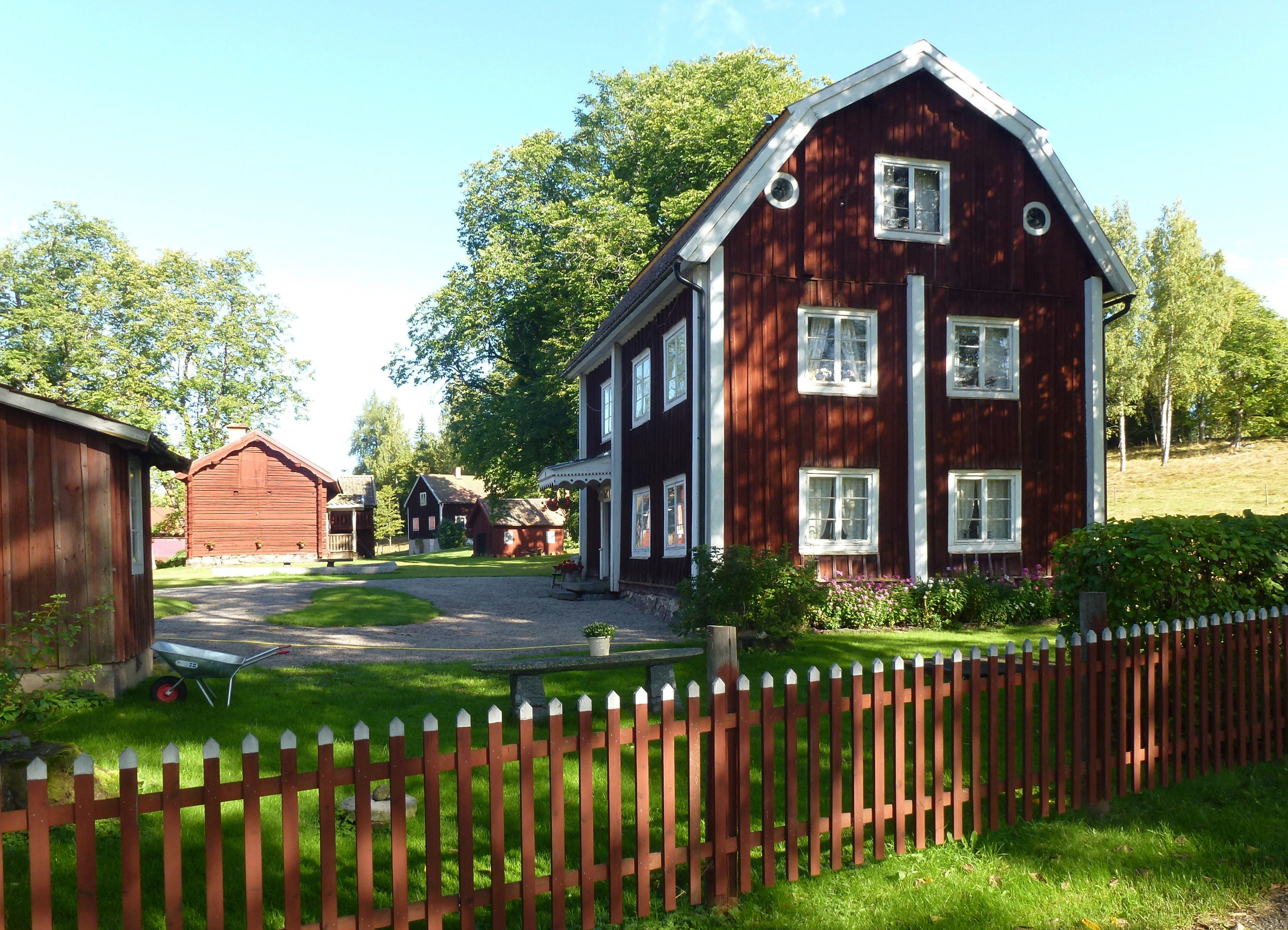
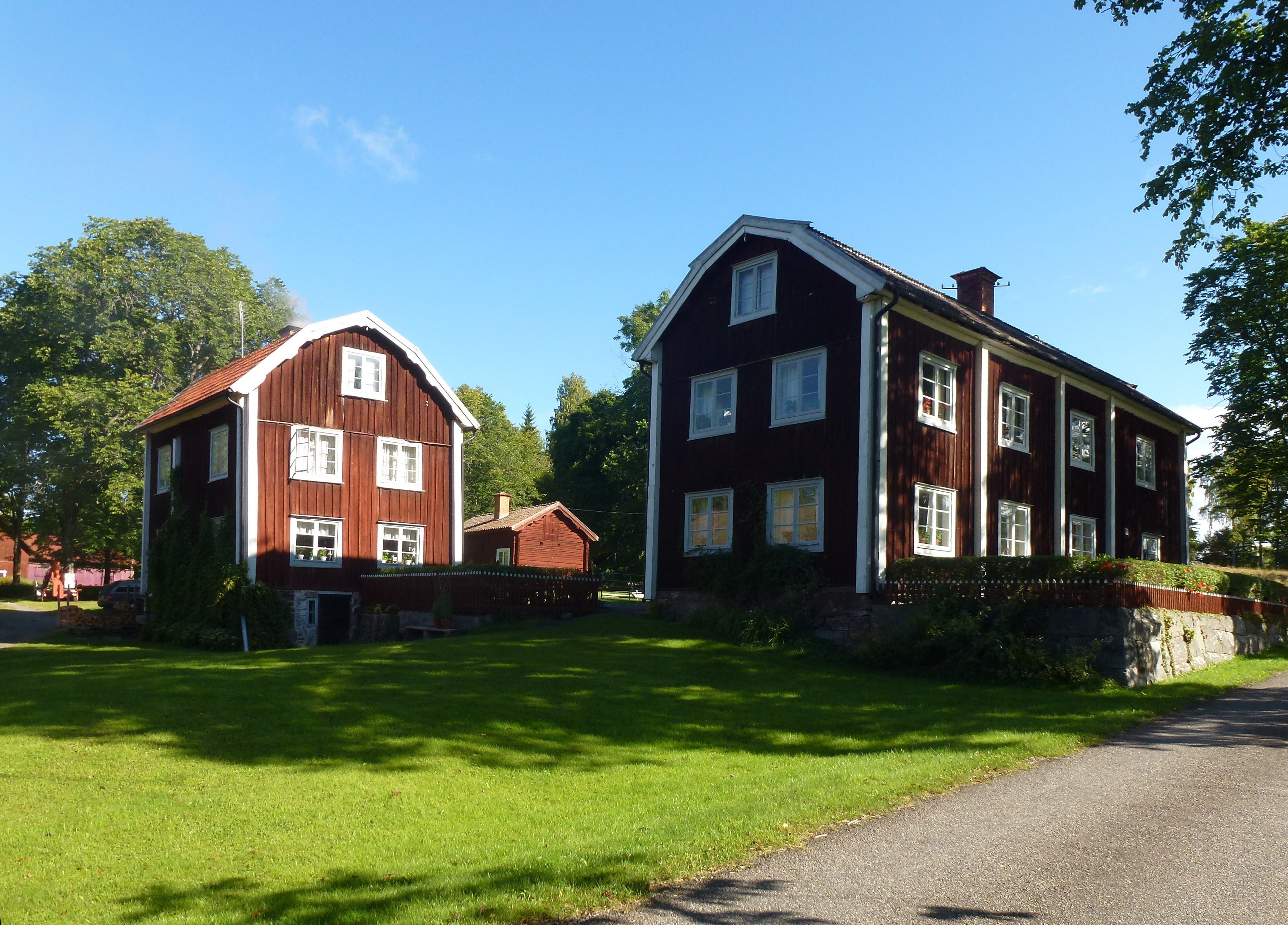
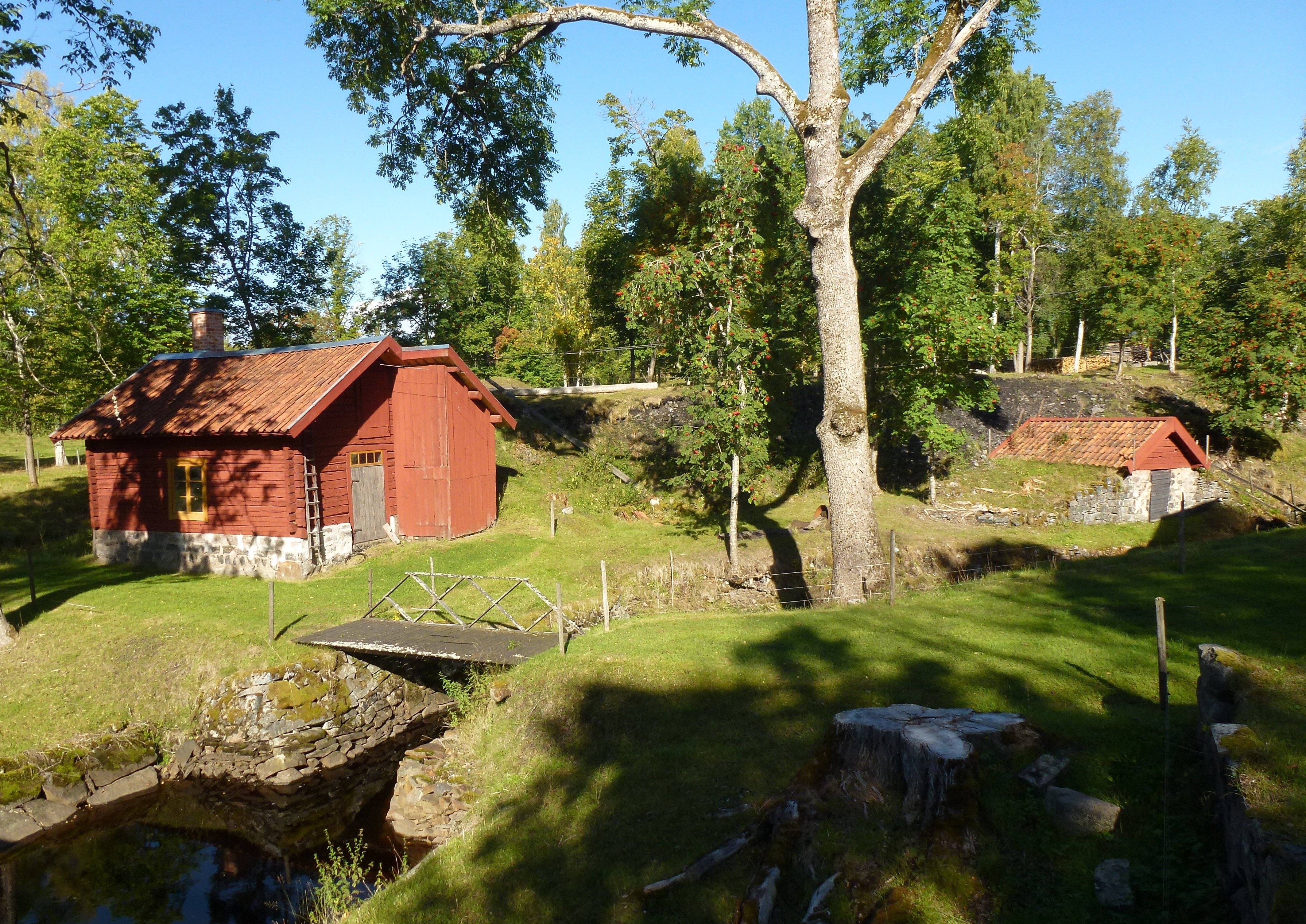
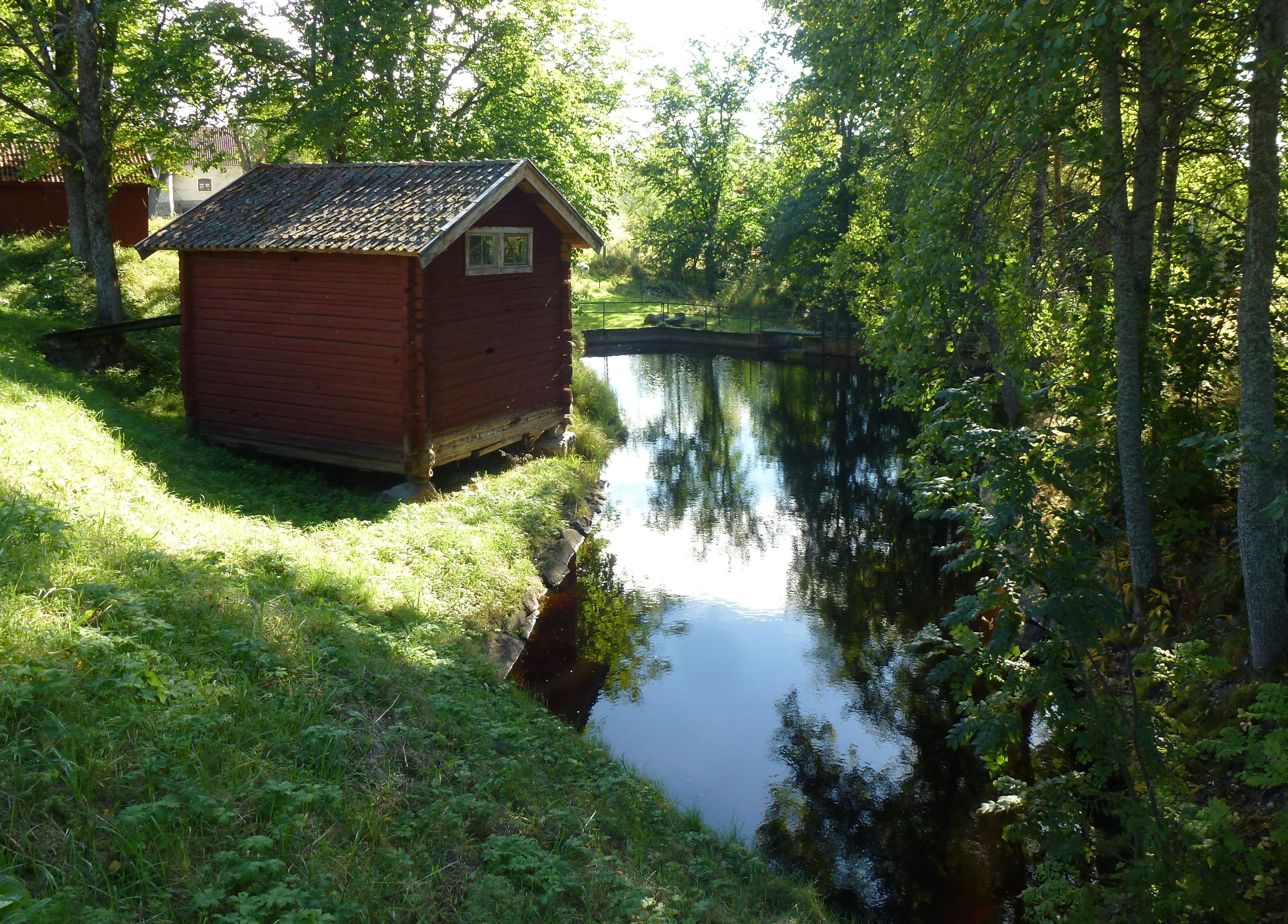
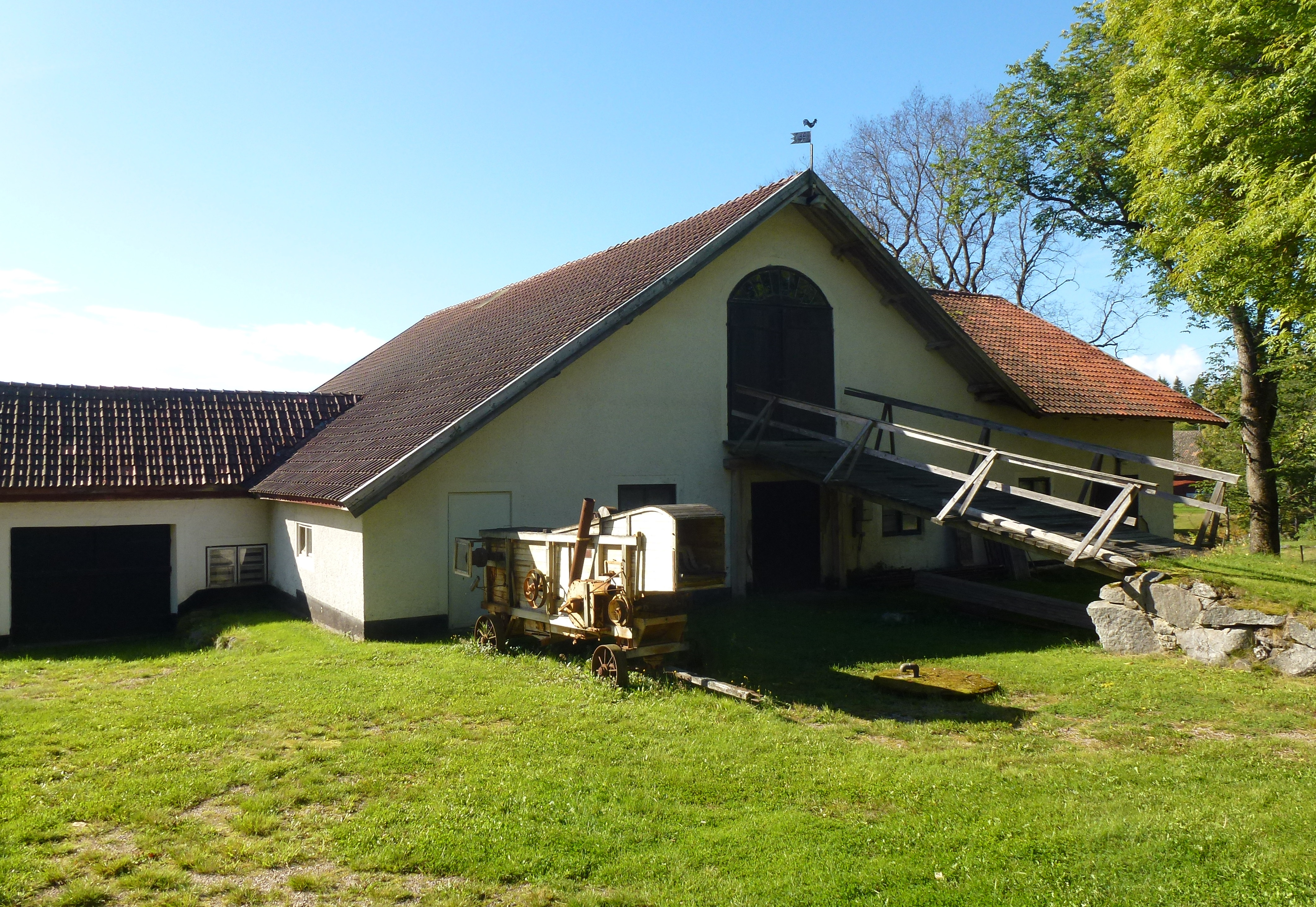
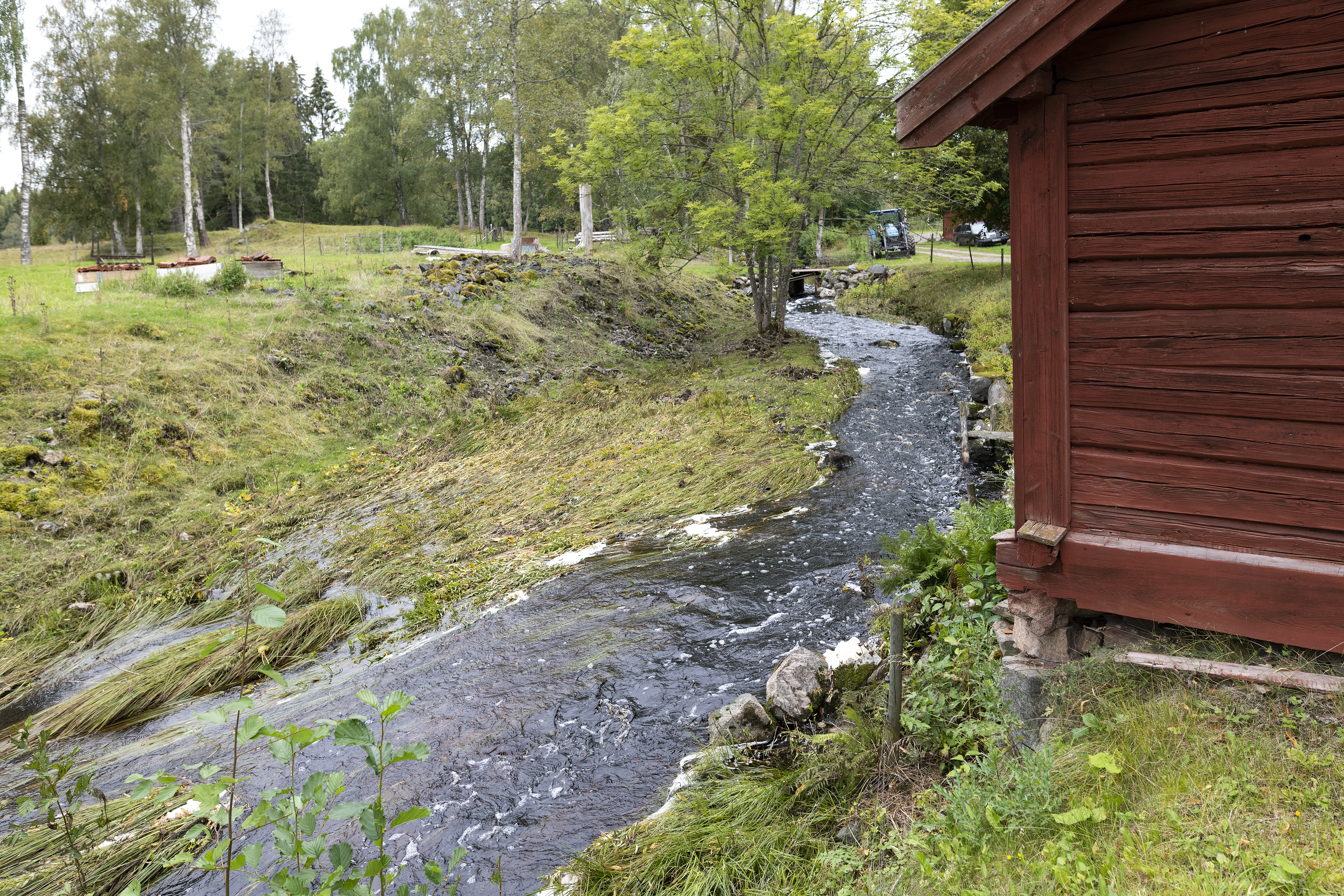
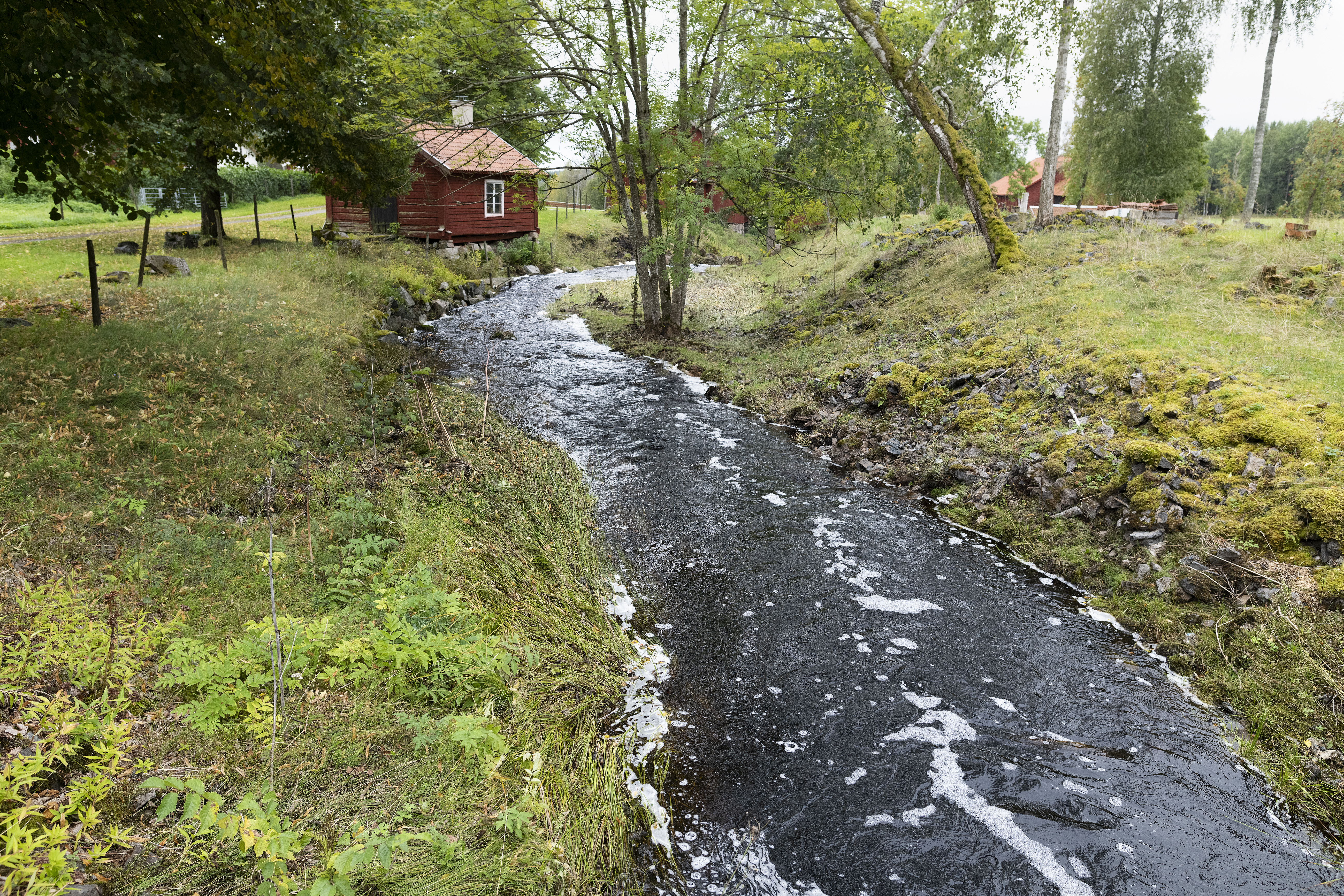
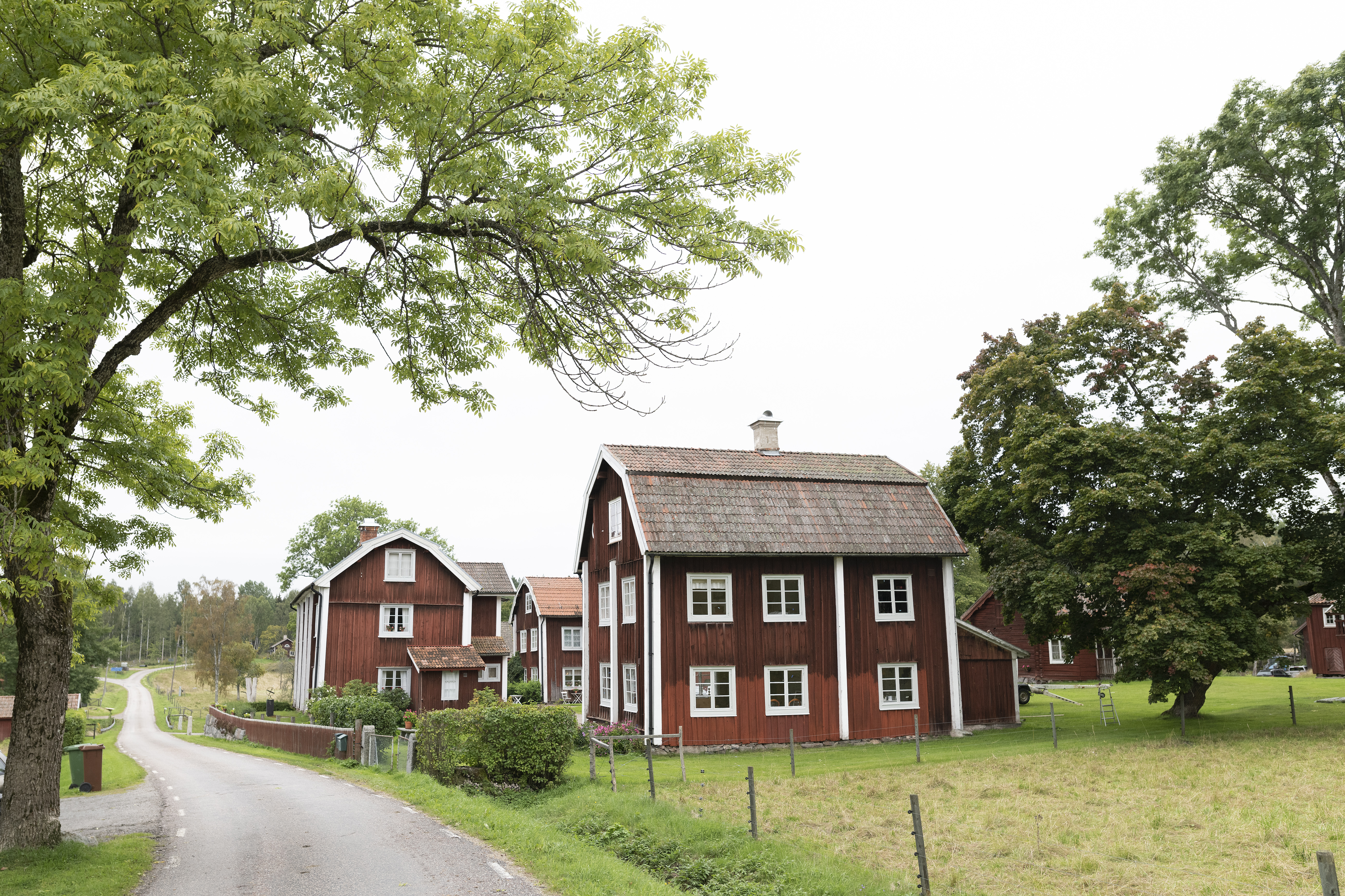
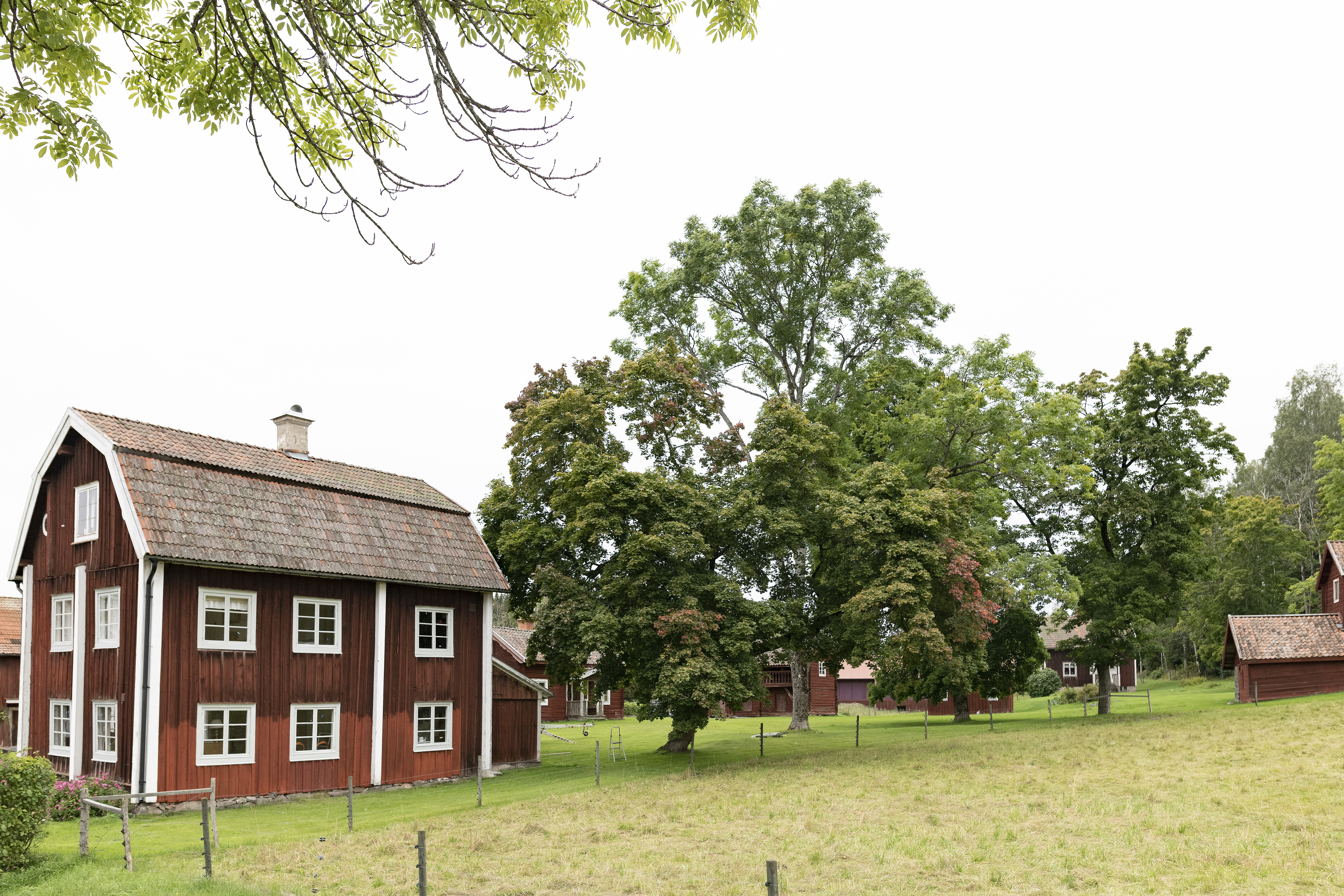
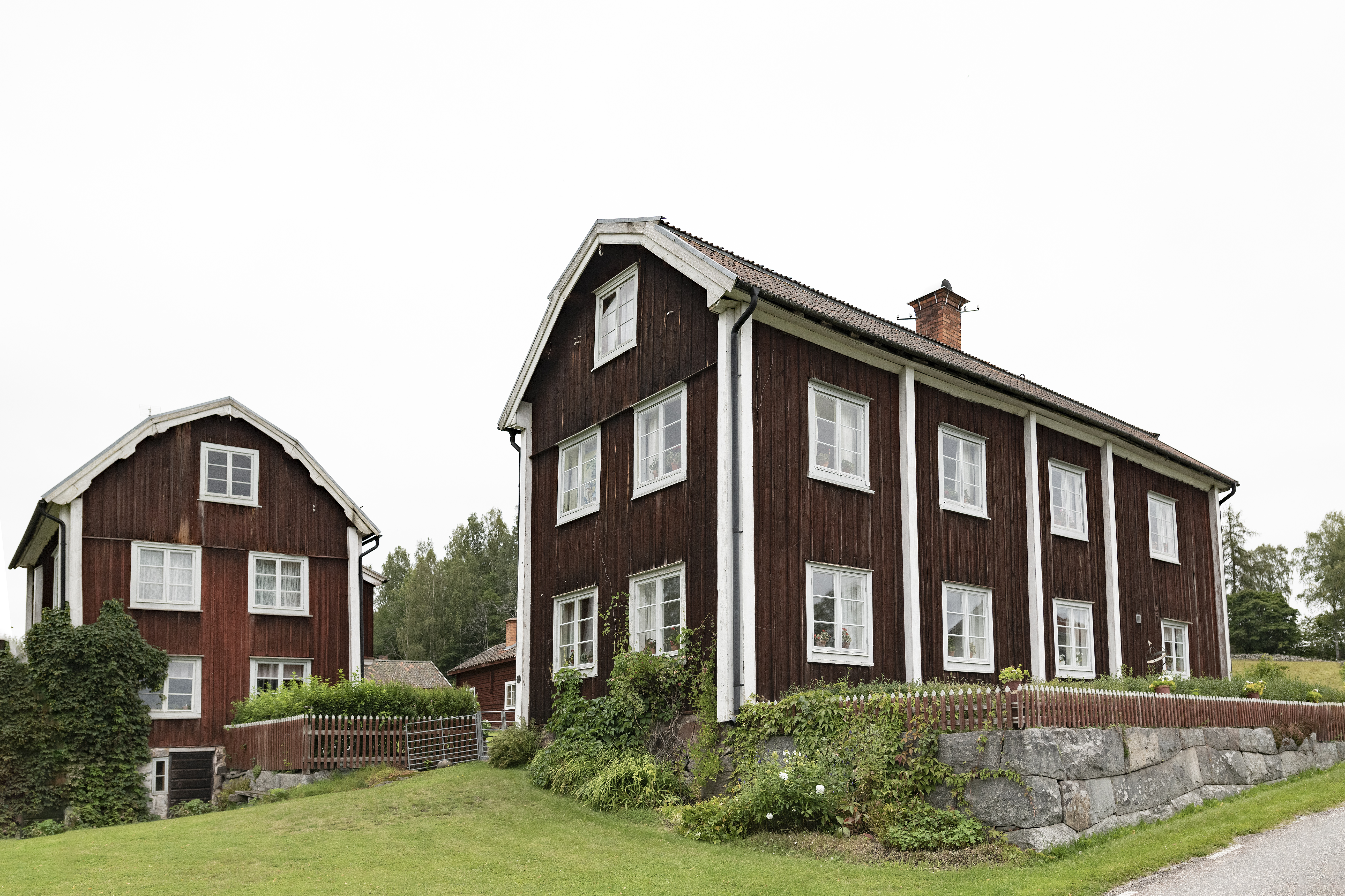